# Baronía de Llinás
La baronía de Llinás fue una jurisdicción señorial con centro en el castillo del Far (Llinars del Vallés, Barcelona) antes de 1548 y luego en el Castillo Nuevo de Llinás.

## Territorio y población
Antes del siglo XVI, el centro de la jurisdicción señorial era el castillo del Far, después el centro fue Llinás y su castillo: en 1381, el término de Llinás, comprendía 78 familias, que en 1515 habían aumentado a 86, repartidas así:
- 34 en la parroquia de Llinars
- 19 a Collsabadell
- 10 al Coll
- 10 a Sanata
- 13 al Faro

El aumento de población de la baronía fue muy lento, puesto que en 1719 éste tenía solo 159 familias y 524 habitantes; con respecto a la extensión territorial, la baronía se compone de las parroquias de Santa María de Llinars, Sant Esteve del Coll, Sant Sadurní de Collsabadell y una buena parte de las parroquias de San Julián del Fou y San Andrés del Faro. Hoy en día la parroquia del Faro es unida en Dosrius y la del Fue en Cardedeu.

## Historia
Esta jurisdicción señorial (que corresponde a la antigua jurisdicción del castillo del Far) aparece con esta denominación por primera vez con Beatriz Catherine Llinás de Corbera y de Santa Coloma, señora del castillo, que estaba casada con Francisco de Santcliment y de Santcliment. La baronía fue propiedad de la casa de Santcliment (dijo Corbera-Santcliment) de la primera mitad del siglo XVI hasta las primeras décadas del siglo XVIII, fecha en que el título de barón pasó a los Rubí, Marqueses de Rubí, y luego a los Jordán de Urríes, Marqueses de Ayerbe, en particular:
- Salvador de Llinás, Barón de Llinás, proveniente de la antiquísima baronía de Llinás, en el Valle de Broto en el Reino de Aragón, descendiente de los reyes de Navarra y de los Capetos de Francia, en 1486 construye el castillo original sobre una colina. Su hija Beatriz Catherine, baronesa de Llinás, se casa en el año 1495 con Francisco de Santcliment.
- Francisco de Santcliment y de Santcliment, I barón de Llinars y señor del Faro, fue asistente en las Cortes de Barcelona de 1528;
- Riambau de Corbera-Santcliment, hijo del anterior, II barón de Llinars y señor del Faro, fue asistente en las Cortes de Barcelona de 1528 y, entre 1548 y 1558, construyó el Castillo Nuevo de Llinars;
- Riambau Miguel de Corbera-Santcliment, hijo del anterior, III barón de Llinars y barón de Altafulla, fue asistente en las Cortes de Barcelona-Monzón de 1564 y en las Cortes de Monzón de 1585;
- Luis de Corbera-Santcliment, hijo del anterior, caballero, IV barón de Llinars y barón de Balsareny y de Altafulla y La Nou, señor del Far, de Coll Sabadell, Sanata, Avinyonet, Sant Genis de Masdovelles, Modalba, Navars, Lluçá y Ferrán, fue protector del Brazo Militar en las Cortes de Barcelona de 1626;
- José de Corbera-Santcliment, hijo del anterior, caballero, V barón de Llinars, fue asistente en las Cortes de Barcelona de 1626 y en las Cortes de Montblanc de 1640;
- Juan Bautista de Corbera-Santcliment, hijo de Riambau de Corbera-Santcliment, fue asistente en las Cortes de Monzón de 1585;
- Juan Bautista de Corbera-Santcliment, hijo del anterior, fue asistente en las Cortes de Barcelona de 1626;[4]
- Jerónima de Corbera-Santcliment, hija del barón de Llinars, se casó con Félix de Marimon y de Tord, I marqués de Cerdanyola y fue la madre de Ramón de Marimon y de Corbera-Santcliment, obispo de Vich y siervo de Dios;
- María Isabel de Corbera-Santcliment, única hija del barón de Llinars, en las primeras décadas del siglo XVIII, se casó con José Antonio de Rubí y Boxadors, I marqués de Rubí, trayendo con él el título de barón. Después Mariana Pignatelli y Rubí, III marquesa de Rubí y baronesa de Llinás casó con Pedro Jordán de Urríes y Urríes, I marqués de Ayerbe.